# 沿江街道 (松原市)
沿江街道，是中华人民共和国吉林省松原市宁江区下辖的一个乡镇级行政单位。

## 行政区划
沿江街道下辖以下地区：
新兴社区、电讯社区和金伦社区。